# Cenegermin
Cenegermin, vendido bajo la marca Oxervate, es un medicamento utilizado para tratar la queratitis neurotrófica. Se utiliza en pacientes con enfermedad moderada o grave. Su uso no fue recomendado por el Reino Unido. Este medicamento se utiliza como colirio.
Los efectos secundarios de este medicamento incluyen dolor ocular, aumento de la producción de lágrimas y dolor en los párpados. La seguridad de este medicamento durante el embarazo no está clara. Es una forma recombinante del factor de crecimiento nervioso.
Este medicamento fue aprobado para uso médico en Europa en 2017 y en Estados Unidos en 2018. En Estados Unidos, 14 viales cuestan aproximadamente 23.600 dólares estadounidenses  en 2021.